# Blepharita melanodonta
Blepharita melanodonta là một loài bướm đêm trong họ Noctuidae.